# Наталія Гуссоні
Наталія Гуссоні (ісп. Natalia Gussoni; нар. 24 серпня 1981) — колишня аргентинська тенісистка.
Найвищу одиночну позицію світового рейтингу — 134 місце досягла 3 травня 2004, парну — 220 місце — 5 липня 2004 року.
Здобула 7 одиночних та 3 парні титули туру ITF.
Завершила кар'єру 2008 року.

## Фінали ITF
| турніри $100,000 |
| турніри $75,000  |
| турніри $50,000  |
| турніри $25,000  |
| турніри $10,000  |

### Одиночний розряд: 15 (7–8)
| Результат | Ранг | Дата             | Турнір                        | Покриття | Суперниця          | Рахунок       |
| --------- | ---- | ---------------- | ----------------------------- | -------- | ------------------ | ------------- |
| Поразка   | 1.   | 9 листопада 1997 | ITF Гуаякіль, Еквадор         | Ґрунт    | Меліса Аревало     | 6–3, 3–6, 3–6 |
| Перемога  | 1.   | 1 травня 2000    | ITF Барі, Італія              | Ґрунт    | Валентіна Сассі    | 0–6, 6–4, 6–2 |
| Перемога  | 2.   | 4 вересня 2000   | ITF Буенос-Айрес, Аргентина   | Ґрунт    | Роміна Оттобоні    | 7–5, 6–1      |
| Поразка   | 2.   | 11 вересня 2000  | ITF Буенос-Айрес, Аргентина   | Ґрунт    | Роміна Оттобоні    | 3–6, 0–6      |
| Перемога  | 3.   | 19 серпня 2001   | ITF Парана, Аргентина         | Ґрунт    | Меліса Аревало     | 6–4, 6–0      |
| Поразка   | 3.   | 27 серпня 2001   | ITF Асунсьйон, Парагвай       | Ґрунт    | Сабріна Ейсенберг  | w/o           |
| Перемога  | 4.   | 13 травня 2002   | ITF Казале-Монферрато, Італія | Ґрунт    | Стефані Ріцці      | 6–4, 6–3      |
| Перемога  | 5.   | 27 травня 2002   | ITF Кампобассо, Італія        | Ґрунт    | Стефані Ріцці      | 6–1, 6–1      |
| Поразка   | 4.   | 5 серпня 2002    | ITF Гехінген, Німеччина       | Ґрунт    | Сандра Клезель     | 3–6, 0–6      |
| Перемога  | 6.   | 12 серпня 2002   | ITF Аоста, Італія             | Ґрунт    | Петра Цетковська   | 6–0, 6–2      |
| Поразка   | 5.   | 20 квітня 2003   | ITF Біарриц, Франція          | Ґрунт    | Зузана Ондрашкова  | 0–6, 3–6      |
| Перемога  | 7.   | 6 жовтня 2003    | ITF Хуарес, Мексика           | Ґрунт    | Еріка Краут        | 6–4, 6–3      |
| Поразка   | 6.   | 26 квітня 2005   | ITF Торрент, Іспанія          | Ґрунт    | Паула Гарсія       | 3–6, 7–5, 0–6 |
| Поразка   | 7.   | 3 липня 2005     | ITF Мон-де-Марсан, Франція    | Ґрунт    | Матільда Йоганссон | 6–3, 4–6, 4–6 |
| Поразка   | 8.   | 16 серпня 2005   | ITF Кендзежин-Козьле, Польща  | Ґрунт    | Петра Цетковська   | 6–3, 4–6, 3–6 |

### Парний розряд (3–13)
| Результат | Ранг | Дата            | Турнір                      | Покриття  | Партнерка            | Суперниці                                  | Рахунок            |
| --------- | ---- | --------------- | --------------------------- | --------- | -------------------- | ------------------------------------------ | ------------------ |
| Поразка   | 1.   | 7 вересня 1998  | ITF Ліма, Перу              | Ґрунт     | Сабріна Валенті      | Маріана Меса Ніна Ніттінгер                | 3–6, 5–7           |
| Поразка   | 2.   | 10 травня 1999  | ITF Тортоса, Іспанія        | Ґрунт     | Сабріна Валенті      | Марілен Лузі Сусанне Трік                  | 1–6, 2–6           |
| Перемога  | 1.   | 4 жовтня 1999   | ITF Сантьяго, Чилі          | Ґрунт     | Аліенор Трісеррі     | Хорхеліна Краверо Марія Емілія Салерні     | 7–5, 6–4           |
| Поразка   | 3.   | 1 травня 2000   | ITF Барі, Італія            | Ґрунт     | Сабріна Валенті      | Ванеса Краут Аліенор Трісеррі              | 5–7, 4–6           |
| Поразка   | 4.   | 8 травня 2000   | ITF Казерта, Італія         | Ґрунт     | Сабріна Валенті      | Сілвія Урічкова Олена Воропаєва            | 6–7(6–8), 6–2, 5–7 |
| Поразка   | 5.   | 4 вересня 2000  | ITF Буенос-Айрес, Аргентина | Ґрунт     | Сабріна Валенті      | Маріана Меса Роміна Оттобоні               | 6–1, 4–6, 3–6      |
| Поразка   | 6.   | 11 вересня 2000 | ITF Буенос-Айрес            | Ґрунт     | Сабріна Валенті      | Херальдін Айсенберг Паула Раседо           | 2–6, 2–6           |
| Поразка   | 7.   | 7 травня 2001   | ITF Мальє, Італія           | Ґрунт     | Лусіана Масанте      | Роса Марія Андрес Родрігес Еухенія Чіальво | 4–6, 4–6           |
| Поразка   | 8.   | 25 червня 2001  | ITF Фонтанафредда, Італія   | Ґрунт     | Меліса Аревало       | Жоана Кортез Ванесса Менга                 | 3–6, 3–6           |
| Поразка   | 9.   | 19 серпня 2001  | ITF Парана, Аргентина       | Ґрунт     | Меліса Аревало       | Хорхеліна Краверо Еріка Краут              | 2–6, 3–6           |
| Поразка   | 10.  | 27 серпня 2001  | ITF Асунсьйон, Парагвай     | Ґрунт     | Клаудія Сальгес      | Марія Фернанда Алвеш Карла Тіене           | 6–2, 3–6, 3–6      |
| Поразка   | 11.  | 24 березня 2002 | ITF Ам'єн, Франція          | Ґрунт (i) | Тессі ван де Вен     | Юлія Бейгельзимер Маріанна Юферова         | 2–6, 7–5, 2–6      |
| Поразка   | 12.  | 27 травня 2002  | ITF Кампобассо, Італія      | Ґрунт     | Меліса Аревало       | Кароліне Анн Базу Даніела Олівера          | 4–6, 5–7           |
| Поразка   | 13.  | 16 травня 2004  | ITF Сен-Годан, Франція      | Ґрунт     | Марта Домаховська    | Руксандра Драгомір Андрея Ванк             | 3–6, 1–6           |
| Перемога  | 2.   | 21 червня 2004  | ITF Періге, Франція         | Ґрунт     | Марія Фернанда Алвеш | Еріка Біро Сара Ріск                       | 6–1, 6–2           |
| Перемога  | 3.   | 3 липня 2005    | ITF Мон-де-Марсан, Франція  | Тверде    | Фредеріка Пієдаде    | Емілі Баке Віолетта Юк                     | 6–1, 7–6(7–5)      |